# Первый медик короля
Первый медик короля (фр. premier médecin du roi) — должность, существовавшая при французском дворе в XIV—XVIII веках.

## История
В королевстве франков личные врачи королей именовались на римский манер архиятрами или первыми медиками, но при Каролингах эти термины вышли из употребления, и многочисленные лекари, находившиеся при дворе королей Франции, стали называться просто «физиками» или «медиками короля» (physici aut medici regis).
В феврале 1371 в акте парижского прево врач Карла V Жерве Кретьен был назван первым медиком короля, но, вероятно, это было лишь почетное обозначение, а не должность, и Кретьен, названный так в силу своего авторитета, формально оставался первым среди равных. Так, в документе от 6 мая 1372 король именует его «нашим преданным физиком».
Датой создания должности можно считать 1391 год, когда Карл VI в жалованной грамоте назвал Реньо Фрерона своим первым медиком и протофизиком.
Значительно позже возникла должность первого хирурга: впервые в этом качестве упоминается в 1529 году Жан Верьер Нимский, хирург Франциска I.
В 1574 году первый медик Генриха III влиятельный Марк Мирон, сеньор де Л'Эрмитаж, прочитавший у Кассиодора о должности комита архиятров (comes archiatrorum), существовавшей некогда в Остготском королевстве, попросил у монарха восстановить ее в качестве почетного титула, и стал называться графом архиятров (comte des archiâtres).
Первые медики участвовали в церемониях, процессиях и публичных собраниях; в церкви они первыми брали святую воду и освященный хлеб; они находились под особым покровительством короны и могли быть судимы за различные преступления только рекетмейстерами.
Первый медик считался одним из высших чинов Дома короля, его пост давал потомственное дворянство, с графской короной над гербом и геральдическим символом должности — жезлом, обвитым змеей. Архиятры имели чин государственных советников, и не зависели от главных служителей дворца, даже от камергера. Позднее для них был создан специальный чин «главы служб здравоохранения» (chef des offices de santé), обладатель которого приносил королю присягу.
Постепенно влияние первых медиков возрастало, и вышло за пределы дворца. Графы архиятров стремились к руководству медицинским факультетом Парижского университета, который для многих из них был alma mater. В январе 1606 Андре дю Лоран добился от Генриха IV издания эдикта, позволявшего графу архиятров назначать для всего королевства одного или двух хирургов с функциями юридического надзора.
При Генрихе IV была введена должность штатного медика, исполнявшего функции заместителя. Оклад жалования первого медика составлял тогда 3000 ливров, штатного — 1800, а 10 медиков, служивших поквартально (триместрами) — 1200 ливров.
В 1611 году Людовик XIII пожаловал первому медику интендантство над медициной, хирургией и фармацией, с правом удостоверять, назначать и ранжировать брадобреев-хирургов и аптекарей.
В 1708 году граф архиятров стал сюринтендантом Сада короля, а 19 августа 1719 сюринтендантом минеральных вод Франции, но с претензиями на руководство медицинским факультетом ему пришлось расстаться, так как университетское сообщество апеллировало к своим древним правам, гарантировавшим самоуправление, и после продолжительной борьбы одержало победу.
В отличие от большинства должностей старорежимной Франции, пост первого медика короля, по причине его особой важности, не принадлежал к числу продажных.

## Первые медики короля
При Карле V
- Жерве Кретьен

При Карле VI
- Реньо Фрерон
- Мартен Газель
- Жан де Сен-Лотен

При Карле VII
- Робер Пуатевен
- Гийом Траверс

При Людовике XI
- Бартелемьё де Галль
- Жак Лот
- Жак Куатье

При Карле VIII
- Жан Мартен
- Жан Мишель де Пьервив, 1491—1495
- Жак Понсо

При Людовике XII
- Саломон де Бомбель

При Франциске I
- Франсуа д'Аллес
- Андре Брио
- Луи Бюржанси

При Генрихе II
- Луи Бюржанси
- Жан Фернель
- Жан Шаплен

При Франциске II
- Жан Шаплен

При Карле IX
- Жан Шаплен
- Жан Мазиль

При Генрихе III
- Марк Мирон, 1574—1589

При Генрихе IV
- Жан д'Айебу, 1589—1594
- Жан де Ларивьер, 1595—1605
- Андре дю Лоран, 1606—1609
- Антуан Пети, 1609
- Пьер Милон, 1609—1610

При Людовике XIII
- Жан Эроар, 1610—1628
- Шарль Бувар, 1628—1643

При Людовике XIV
- Жак Кузино, 1644—1646
- Франсуа Вотье, 1646—1652
- Антуан Валло, 1652—1670
- Антуан Дакен, 1671—1693
- Ги-Кресан Фагон, 1693—1715

При Людовике XV
- Луи Пуарье, 1715—1718
- Жан-Батист Додар, 1718—1730
- Пьер Ширак, 1730—1732
- Франсуа Шикуано, 1732—1752
- Жан-Батист Сенак, 1752—1770
- Жозеф Льето, 1770—1774

При Людовике XVI
- Жозеф Льето, 1774—1783
- Жозеф-Мари-Франсуа де Лассон, 1783—1788
- Луи Гийом Лемонье, 1788—1793